# 격자 그래프
격자 그래프(Lattice Graph) 또는 격자 그리드(Lattice Grid)는 데카르트 좌표를 기반으로 하는 또다른 좌표체계이며 동시에 그 집합으로 이루어진 그래프이다.
격자 그리드는 기준점 {\displaystyle (0,0)}에서부터 시작하여 임의의 한 점{\displaystyle (n,k)}에 도달하는 격자 경로의 수를 {\displaystyle {\binom {n+k}{n}}}으로 표현한다. 이렇게 격자 그리드의 구성은 조합(콤비네이션)으로 규칙적으로 계산하여 얻을수있다.
이것은 정수 집합에서 체에 의해 소수의 집합이 또다른 집합으로 구별될수있는 것과 같은 맥락이다.
격자그리드는 간단히 메쉬(mash) 또는 격자로도 불린다.

## 종류
|  |  |

평면 사각형 그리드 그래프

평면 삼각형 그리드 그래프

이러한 격자 그리드는 정수({\displaystyle \mathbb {Z} })뿐만아니라 실수({\displaystyle \mathbb {R} })로도 표현가능하며 때에 따라서는 데카르트 좌표와 같은 2차원 평면({\displaystyle \mathbb {Z} ^{2},\mathbb {R^{2}} })뿐만아니라 입체 3차원({\displaystyle \mathbb {Z} ^{3},\mathbb {R^{3}} }) 또는 그 이상({\displaystyle \mathbb {Z} ^{D},\mathbb {R} ^{D}})을 사용하기도 한다.

## 같이 보기
- 그래프
- 격자 경로

## 참고
- (OEIS)A004016,A003215,A005882,A004009,A000118,A003136,A001845,A005902,A004018,A005899